# Cimetière de Wannsee (Lindenstraße)
Ne doit pas être confondu avec Ancien cimetière de Wannsee.

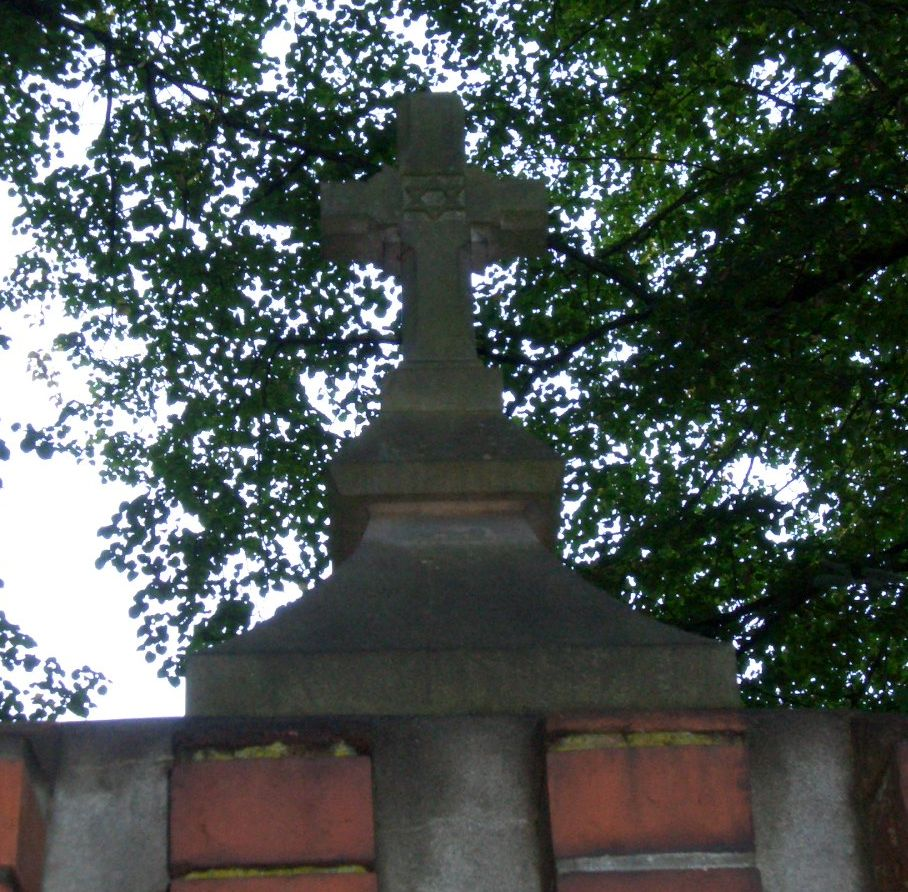
Magen David dans une croix chrétienne sur le mur du cimetière

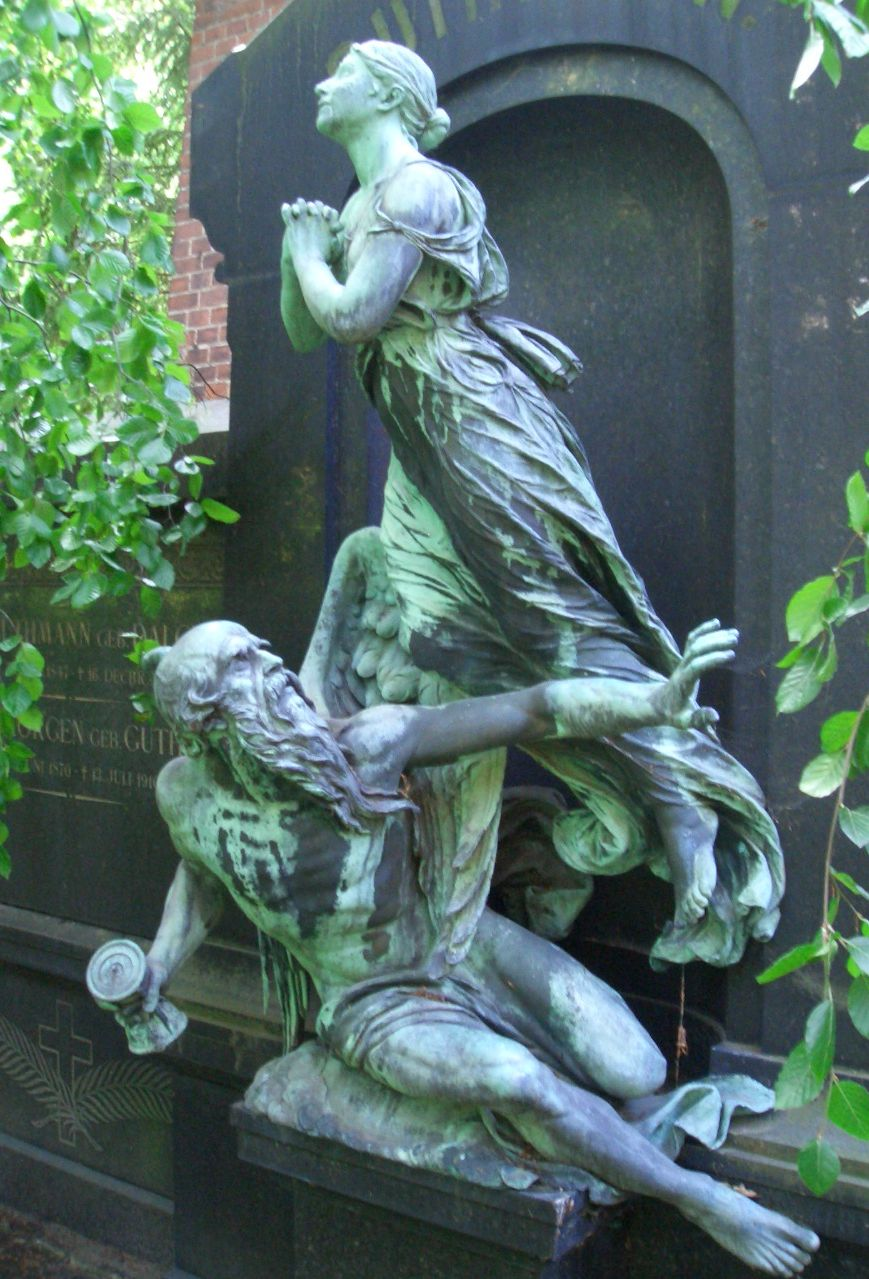
Groupe en bronze d' Ernst Westphal, 1899, pour la sépulture héréditaire de Guthmann

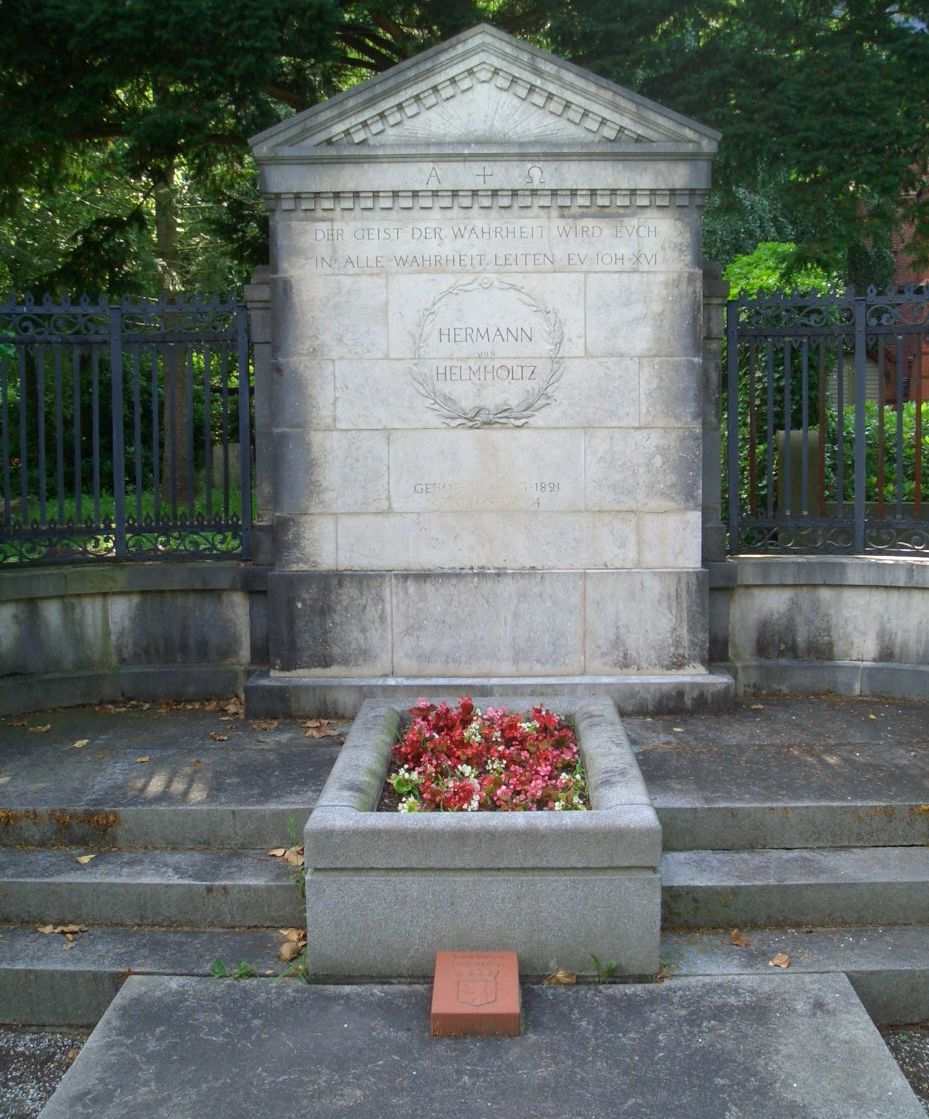
Tombe honorifique d'Hermann von Helmholtz

Le cimetière de Wannsee, Lindenstrasse est situé dans le quartier berlinois de Wannsee, Lindenstrasse 1/2. Il est créé en 1886 pour les habitants de la colonie d'Alsen (de). Pour le distinguer de l'ancien cimetière de Wannsee sur la Friedenstrasse, il est traditionnellement appelé le nouveau cimetière de Wannsee ou cimetière de Wannsee II.

## Histoire
Le banquier et fondateur de la colonie d'Alsen Wilhelm Conrad (de) est également membre du Club de Berlin (de),. Il a su inspirer de nombreux membres du club avec l'idée de passer l'été loin de la ville, au bord du lac de Wannsee, et d'y faire ses achats. Il veut créer lui-même l'ambiance exclusive. La connexion avec la ville de Berlin grâce à la création de la ligne du Wannsee conduit à la transformation des résidences d'été en complexes résidentiels permanents représentatifs, ce qui rend probablement nécessaire également un cimetière. Étant donné que de nombreux membres du club sont des juifs baptisés ayant des parents non baptisés, lui et Oscar Huldschinsky (de) veillent à ce que ce cimetière soit créé pour toutes les confessions. Un petit symbole sur le mur du cimetière – une croix chrétienne reliée à une étoile de David – témoigne encore aujourd’hui de cette approche atypique et pragmatique. Otto Stahn (de), qui est également enterré ici, construit la chapelle du cimetière. En 1918, le mur d'enceinte ouest est percé et le cimetière est agrandi d'environ trois acres et demi (9 000 m²) de terrain.
Des tombes de guerre sous forme de tombes individuelles sont disposées le long d'un mur. Pour beaucoup, le rang pourrait être précisé par le Volksbund. Au total, 75 morts de guerre y reposent, dont 26 inconnus. Il y a un monument à côté de l'église.
Le nouveau cimetière est déclaré monument du mois de mars 2019 par le bureau du district de Steglitz-Zehlendorf.

## Tombes de personnalités notables
(* = tombe honorifique de l'État de Berlin)
- Eduard Arnhold* (1849-1925), baron du charbon, mécène et collectionneur d'art
- Karl Bernhard (de) (1859-1937), ingénieur des ponts
- Albert Bessler (1905-1975), acteur
- Wilhelm Conrad (de)* (1822–1899), banquier, fondateur de la colonie de villas
- Hermann Ende* (1829-1907), architecte
- Nelson Faßbender, fabricant de pralines avec 50 succursales
- Hermine Feist (1855-1933), autrefois la plus importante collectionneuse privée de porcelaine, fille du grossiste en charbon Caesar Wollheim (de), mourut pauvre.
- Emil Fischer* (1852-1919), chimiste, prix Nobel[7]
- Wolfgang Giloi (de) (1930-2009), informaticien
- Richard Greeff (de)* (1862-1938), ophtalmologiste, directeur de la clinique ophtalmologique de la Charité
- Robert Guthmann, copropriétaire de l'usine à chaux de Rüdersdorf (de) et propriétaire du domaine de Neu-Kladow
- Martin Hahn (de)* (1865-1934), directeur de l'Institut d'hygiène de Berlin
- Johann Hamspohn (de) (1840-1926), homme politique, directeur de l'AEG
- Hermann von Helmholtz* (1821-1894), physiologiste et physicien (avec un petit cimetière privé avec des membres de la famille Siemens)
- Oscar Huldschinsky (de) (1846-1931), marchand et mécène du paysage muséal berlinois
- Franz Oppenheim (1852-1929), chimiste, directeur d'Agfa
- Johannes Otzen* (1839-1911), architecte, bâtisseur d'églises
- Hans Richter* (1876–1955), notaire (tombe d'honneur en tant que gardien des biens culturels sous le Troisième Reich)
- Ferdinand Sauerbruch* (1875-1951), célèbre chirurgien
- Arthur Scherbius (1878-1929), inventeur et entrepreneur (tombe non conservée)
- Agnes Sorma (de) comtesse Minotto (1865-1927), actrice, décédée en Arizona
- Fritz Springer (de), éditeur (1850-1944), tombe familiale
- Otto Stahn (de) (1859-1930), architecte
- Ferdinand Tiemann (1848-1899), chimiste (tombe non conservée)
- Paul Straßmann (de)* (1866-1938), gynécologue
- Hugo Vogel* (1855-1934), peintre d'histoire et portraitiste
- Paul Wenzel*, bienfaiteur, a fondé la Maison Paul-Wenzel et d'autres garderies